# Anže, Krško
Anže este o localitate din comuna Krško, Slovenia, cu o populație de 121 de locuitori.